# César García Calvo
César García Calvo (* 24. Dezember 1974 in Ponferrada) ist ein ehemaliger spanischer Radrennfahrer. Sein größter Erfolg war im Jahr 2002 ein Etappensieg bei der Baskenland-Rundfahrt vor dem Venezolaner Unai Etxebarria.

## Erfolgsliste
1999
- eine Etappe und Gesamtwertung Volta às Terras de Santa Maria Feira

2000
- Circuito de Getxo

2001
- Zwischensprintwertung Vuelta a España

2002
- Memorial Manuel Galera
- eine Etappe Baskenland-Rundfahrt